# Папа Мартин IV
Папа Мартин IV (1210-1285), био је поглавар Римокатоличке цркве (1281 — 28. март 1285).

## Младост
Кратко време је био свештеник у Руану, након чега је постао благајник у цркви Светог Мартина у Туру. Године 1260. постао је канцелар Француске монархије, а у децембру 1262. године именован је кардинала у цркви Свете Сесилије. Био је папски изасланик у Француској (1261—1268) када је папство нудило Карлу I, грофу Анжуја, титулу краља Сицилије. (1271—1278) био је често слан у Француску да заустави злоупотребу црквених положаја. Поред тога Мартин је често одржавао црквене саборе да би реформисао цркву, од којих је највећи био сабор у Буржу у септембру 1276. године.

## Понтификат
Тек шест месеци после смрти папе Николе III је, у Витербоу 22. фебруара 1281. године, једнoгласно изабран за папу. Није могао доћи у Рим јер су становници папске државе мрзели француске папе, а није могао да остане ни у Витербоу, па је морао да напусти Папску државу и оде у Орвијето где је крунисан 23. марта. Симон је тада узео име Мартин IV, јер је папе Марина I и Марина II, грешком бројао као Мартина II и Мартина III. Нови папа је потом сменио седам кардинала.
Иако вешт и побожан Мартин је био под утицајем Карла Анжујског, кога је именовао за римског сенатора. Мартин је поред тога био и Карлов савезник и помоћник у операцијама по Албанији и Епиру у покушају да се обнови Латинско царство. Тако је поништио црквену унију у Лиону потписану 1274. године. Поред тога анатемисао је византијског цара.
Те нападе прекинула је, 1282. године, побуна против Карлове власти на Сицилији названа Сицилијанском вечерњом. То је искористио краљ Арагона, Пере III и покорио Сицилију. Мартин је екскомуницирао арагонског краља и проповедао крсташки рат против њега што је 1284. године довело до арагонско-француског рата познатог као Арагонски крсташки рат, а за новог краља Арагона проглашен је син француског краља Филипа III Храброг, Шарл Валоа. у том рату је Филип имао тешких мука да заузме Ђирону.
Мартин није дочекао пад Ђироне у априлу 1285. године, него је умро већ 28. марта 1285. године. Од седам нових кардинала које је довео на тај положај наследио га је кардинал Хонорије IV.